# Snake

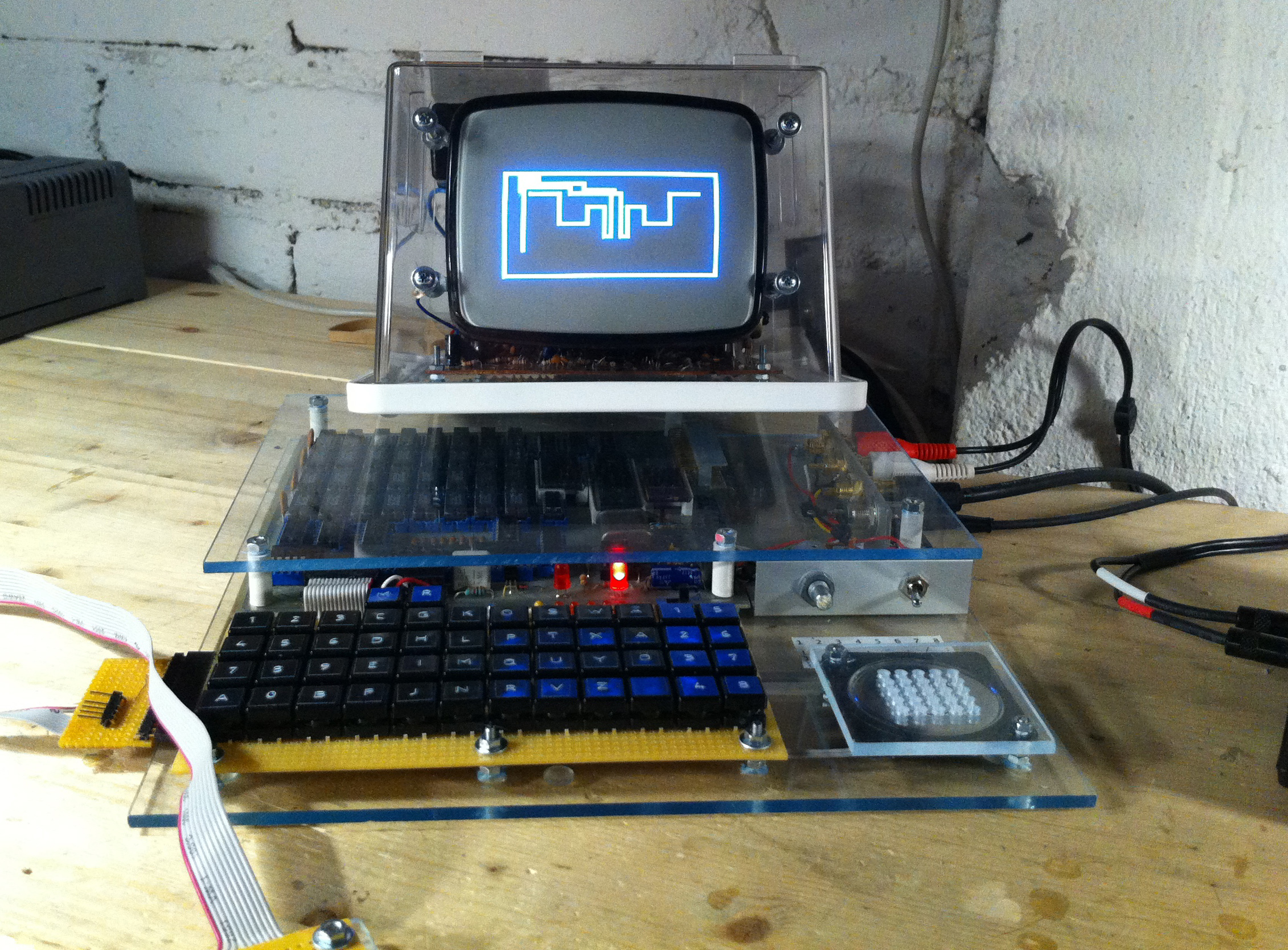
Snake, Telmac 1800, CHIP-8, 1978

Snake è un videogioco presente in molti telefonini, in particolare quelli prodotti dalla Nokia. Le sue origini risalgono agli anni settanta, con il videogioco arcade Blockade; da allora è stato prodotto in numerose piattaforme e varianti, fino a ritrovare nuova fama negli anni novanta grazie ai cellulari.
Snake è un serpente che mangiando quello che appare sul display si allunga, e il giocatore guadagna dei punti. Si muove costantemente e deve evitare di andare a sbattere contro gli ostacoli, ma soprattutto contro sé stesso, cosa sempre più difficile man mano che il suo corpo si allunga.

## Storia
Il genere di videogiochi a cui appartengono i vari Snake ebbe origine con il videogioco arcade Blockade del 1976, che introdusse la meccanica di gioco con scie solide sempre più lunghe. In particolare il suo secondo seguito, Hustle (1977), introduceva il gioco anche in giocatore singolo e obiettivi da raccogliere per ottenere punti.
La prima versione progettata per gli home computer, chiamata Worm, venne sviluppata nel 1979 da F. Seger (Germania) sul computer TRS-80, seguito a ruota da una versione per il Commodore VIC-20. Una versione di Blockade denominata Hustler venne poi sviluppata dalla Milton Bradley Company per il TI-99/4A nel 1980.
Tra le versioni più note di Snake si ricordano, oltre a quella sviluppata dalla Nokia, anche quella di Neopets, chiamata Meerca Chase, quella inclusa con il linguaggio QBasic presente in alcune versioni di MS-DOS, chiamata Nibbles, e l'arcade Nibbler del 1982, una variante ambientata in un labirinto.
A partire dai modelli Nokia N70 e successivi, Snake è diventato un gioco in 3D.

## Snakesui cellulari Nokia
Qui di seguito viene riportato l'elenco completo delle versioni di Snake per i cellulari Nokia:
- Snake - La versione originale, per cellulari monocromi (ad esempio, il Nokia 5110). Il cibo, così come il serpente (che si muove in 4 direzioni), è costituito da quadratini neri.
- Snake II - Versione per cellulari monocromi (ad esempio, il Nokia 3310). Snake assume in maniera verosimile una forma di serpente; vengono introdotti i cibi bonus, rappresentati da insetti. Supporta il multigiocatore tramite porta infrarossi, ed a seconda del cellulare sono presenti uno o più schemi di gioco.
- Snake Xenzia - Il corpo del serpente è ondulato. Versione presente sugli attuali cellulari monocromi (ad esempio, il Nokia 1112) e sui cellulari a colori con bassa risoluzione (ad esempio, il Nokia 1209).
- Snake EX - Prima versione per cellulari policromi (ad esempio, il Nokia 6260), che supporta inoltre la modalità multigiocatore attraverso il Bluetooth e la porta infrarossi.
- Snake EX2 - Versione progettata per i cellulari Nokia serie 40xx.
- Snakes - Versione 3D di Snake, progettata per il N-Gage.
- Snake III - Versione 3D più recente del gioco, presente su cellulari come il Nokia 3250.
- Snake '97 - Versione per Windows Phone 7 del primo originale snake.
- Snakes Subsonic - Sequel di Snakes, uscito il 22 maggio 2008 per N-Gage 2.0.
- Snake Xenzia (2017) - Nuova versione dell'omonimo gioco creata per il revival del Nokia 3310.